# Larve de chironome
 (mars 2009).
Si vous disposez d'ouvrages ou d'articles de référence ou si vous connaissez des sites web de qualité traitant du thème abordé ici, merci de compléter l'article en donnant les références utiles à sa vérifiabilité et en les liant à la section « Notes et références ».

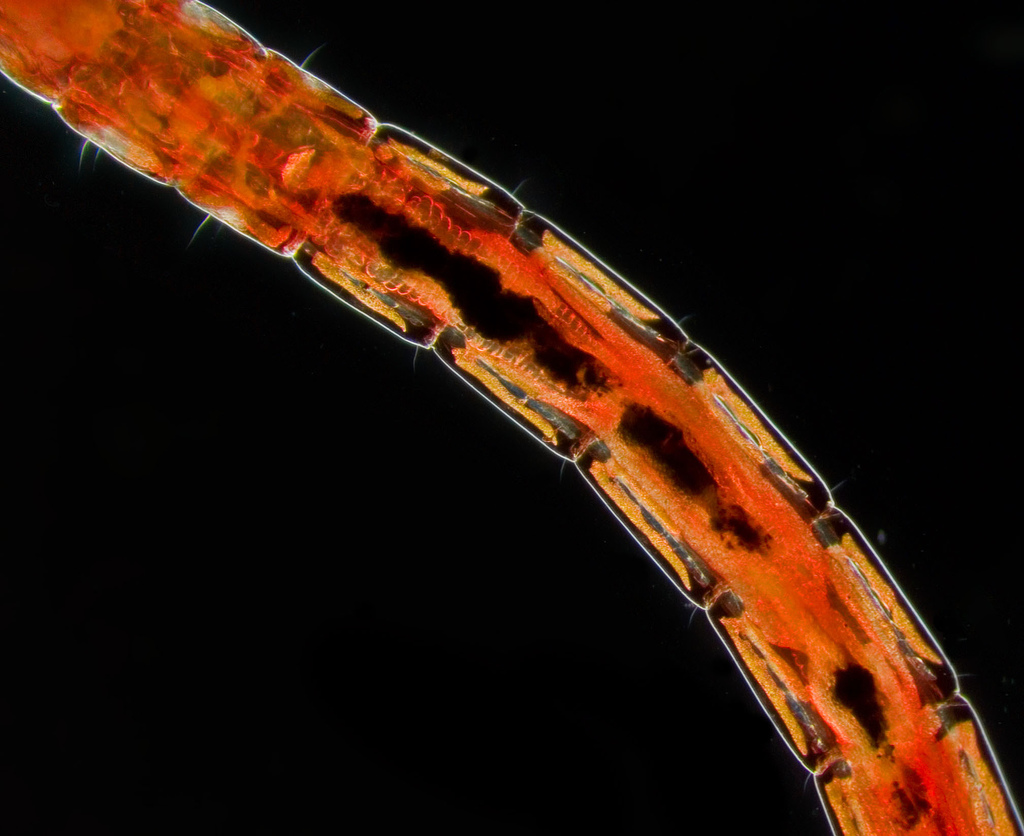
Larve de chironome qui possède dans l'hémolymphe une hémoglobine dissoute, pigment respiratoire rouge qui lui permet de survivre dans les milieux très pauvres en oxygène.

La larve de chironome, connue sous le nom vernaculaire de ver de vase ou ver de vase rouge, est une larve d'insectes diptères qui ressemblent à des moustiques et qui appartiennent au genre Chironomus, dont le plus connu est le Chironome plumeux (Chironomus plumosus). À ce stade l'animal est filtreur et suspensivore.

Ces larves sont très utilisées en tant que modèle d'étude en génétique, mais aussi en aquariophilie dans l'alimentation des poissons et par les pêcheurs à la ligne en tant qu'appât.

## Biologie et écologie

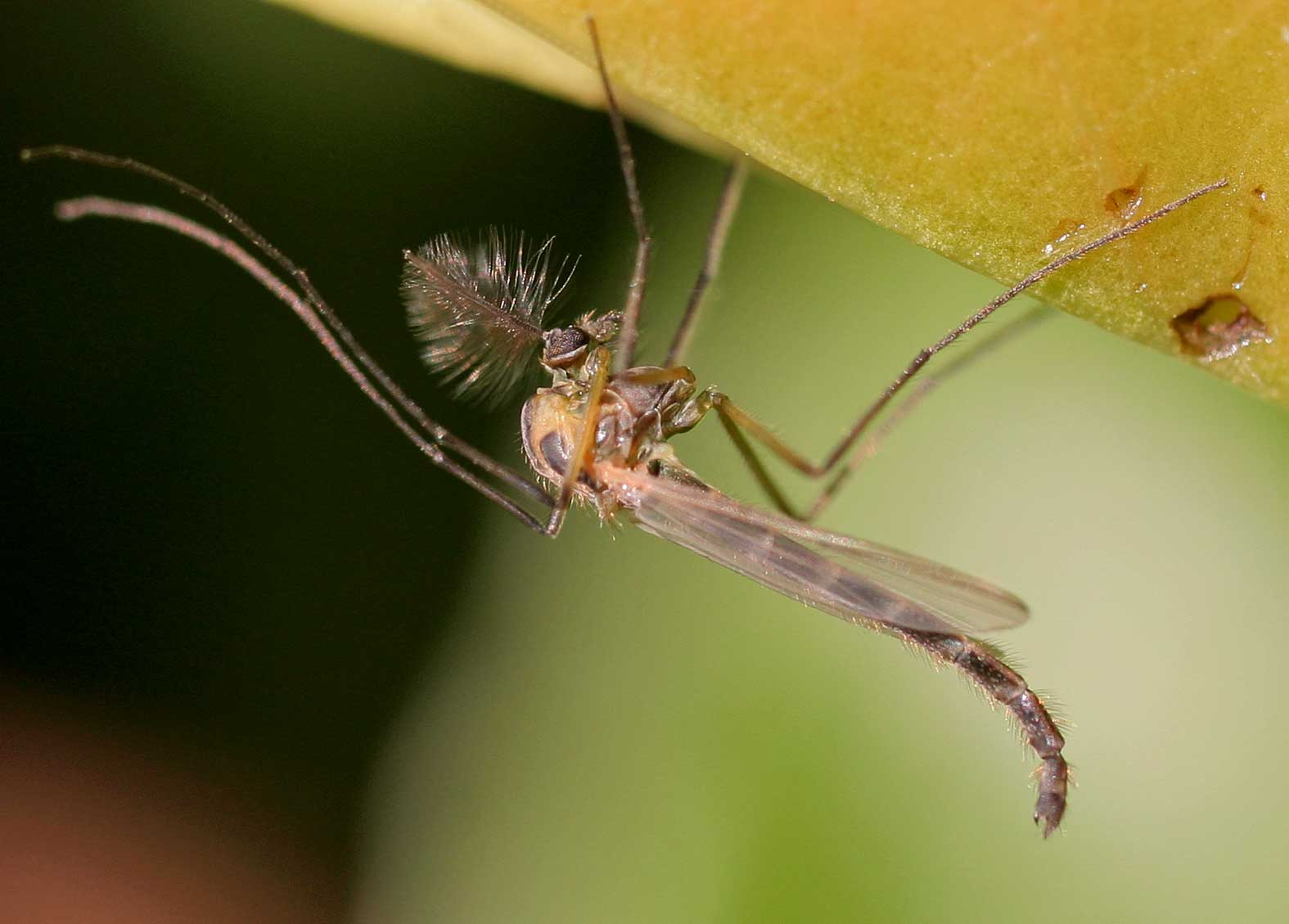
Chironome mâle adulte.

La larve de Chironome est appelée ver de vase, ou ver de vase rouge en français, bloodworm ("ver à sang") en anglais, et rote Mückenlarve ("larve de moucheron rouge") en allemand.
Elle doit sa coloration rouge à un pigment respiratoire, l'hémoglobine.
Assez différente dans sa structure de l'hémoglobine des vertébrés[réf. nécessaire], elle est composée d'une seule chaîne protéique, et s'apparente donc dans les faits plus à une myoglobine.
Sa fonction est similaire : en liant les gaz respiratoires (dioxygène et dioxyde de carbone), elle permet leur transport dans le sang (hémolymphe) de l'animal, et facilite ainsi la respiration. Les larves font aussi des mouvements ondulatoires pour créer un flux d'eau plus riche en oxygène.
Cette particularité confère[pourquoi ?] à cette espèce une aptitude à survivre dans des milieux extrêmement anoxiques, là où d'autres ne le pourraient pas, et notamment les boues et vases du fond des mares et des étangs, là où la fermentation importante consomme la plus grande partie du dioxygène disponible.
Les Chironomes pondent dans les mares et les plans d'eau, où naissent les larves. En subissant la métamorphose, les larves se changent en imago (adultes), capables de voler et de se reproduire à leur tour. En devenant adultes, elles perdent également leur capacité à synthétiser de l'hémoglobine.

## Utilisation en génétique
Les chironomes, comme d'autres Diptères, possèdent une singulière particularité anatomique, qui les rend particulièrement intéressants pour le biologiste : à l'état larvaire, ils possèdent une paire de glandes salivaires aux cellules hypertrophiées, contenant des chromosomes géants.
Ces chromosomes sont facilement observables au microscope optique, avec un protocole de préparation très simple, et ont donc depuis très longtemps constitué un matériel d'étude privilégié. Les caryotypes sont utilisés pour confirmer la présence de certaines espèces cryptiques, identiques en morphologie, et pour étudier la diversité génétique,.
De plus, ils comptent parmi les rares espèces en dehors des Vertébrés à synthétiser de l'hémoglobine; ils sont donc très intéressants pour étudier les phylogénies moléculaires de ces protéines, et connaître leur degré de parenté avec d'autres molécules analogues, comme les hémoglobines et les myoglobines des Vertébrés, ainsi que la leghémoglobine des Fabaceae.

## Utilisation en aquariophilie
Les larves sont très utiles en aquariophilie : elles servent de nourriture pour des poissons ou des amphibiens comme le triton vert.

### Valeur nutritionnelle
Les larves de chironomes peuvent être très abondantes et être une source importante de transferts de minéraux et oligoéléments des sédiments au compartiment aérien (où ils seront chassés et mangés en grande quantité par les oiseaux insectivores et les chauve-souris, ou encore par les araignées). Sous l'eau ils peuvent être consommés par les poissons, mais aussi par des mammifères tels que la musaraigne aquatique. 

Leur mode de vie (filtreur) et leur habitat les expose cependant à bioaccumuler certains toxiques présents dans l'eau et/ou le sédiment.

### Production
L'élevage des vers de vase est délicat, car l'adulte, volant, colonise un autre milieu.
Ces animaux pouvant vivre dans des milieux extrêmement pollués, il convient de rester prudent avec l'emploi des spécimens sauvages. On peut en récolter au fond des mares, ou en sortie des stations d'épurations, où on les trouve en plus grosse quantité. Il est nécessaire de bien rincer les animaux prélevés dans la nature, avant de les distribuer dans l'aquarium.

### Conditionnement
On peut trouver des vers de vase sous forme vivante, surgelés ou lyophilisés. Le processus de lyophilisation utilise la sublimation pour supprimer l'eau des vers, au préalable surgelés.

### Utilisation
Compte tenu de la teneur en protéines, il convient de ne pas distribuer trop fréquemment les vers de vase, et d'adapter la quantité à l'espèce. Pour la plupart des poissons, une à deux distributions par semaine semble un bon compromis.
Attention, les vers de vase sont inadaptés à l'alimentation de certaines espèces. On met ainsi en garde contre les risques que présente leur distribution sur les espèces de cihlidés brouteurs, comme les M'Bunas du Malawi, ou les Tropheus du Tanganyika.
Les larves de moustiques coulent au fond de l'aquarium ; selon le type de poisson à nourrir, on préférera les distribuer sous forme surgelée, ou vivante. Les larves vivantes sont plus attractives, de par leurs mouvements. Elle stimulent notamment le frai. Elles présentent cependant le risque de s'enfouir rapidement dans le substrat, échappant ainsi à la voracité des poissons, et risquent d'y mourir, produisant ainsi une source de pollution inutile. Il convient donc de rester vigilant quant à la quantité à distribuer. Les espèces fouisseuses, comme les Corydoras ou les loches, sont capables d'extraire les vers de vase du substrat, et de les consommer malgré tout.
Les larves surgelées ne doivent jamais être distribuées telles quelles : elles risqueraient de provoquer des brûlures des branchies, qui peuvent à terme s'avérer fatales.
Pour les dégeler, on les fera tremper quelque temps dans de l'eau tiède. L'eau de décongélation est très chargée en nutriments et polluants, et risque de modifier significativement la quantité de nitrates de l'eau. Il faut donc égoutter convenablement les vers de vase, au moyen d'un tamis à artémias, notamment.
Les larves lyophilisées, déshydratées, sont beaucoup plus légères, et flottent à la surface. Elles sont donc inappropriées pour l'alimentation des poissons de fond.

### Espèces proches
Deux autres larves de moustiques (diptères) sont utilisées comme aliment en aquariophilie : les larves de moustique blanches, et les larves de moustique noires, parfois appelées "vers de vase blancs", ou "larve cristal", et "vers de vase noirs".
On désigne par "larve de moustique noire" les larves des moustiques piqueurs, notamment du genre Culex que l'on trouve dans nos régions, infestant les mares et les points d'eau.
Les larves blanches sont celles de d'une autre espèce de moustiques non piqueurs, Chaoborus plumicornus. Ces larves presque transparentes constituent un aliment particulièrement adapté au régime de bon nombre de poissons, mais présentent assez peu d'appétence. Ce sont des larves prédatrices, qui peuvent s'en prendre aux alevins de petite taille. Elle ne présente a priori aucun risque pour les poissons adultes.